# Femke Kok
Femke Kok (Nij Beets, 5 oktober 2000) is een Nederlands langebaanschaatsster die met name gespecialiseerd is in de sprintafstanden, 500 en 1000 meter.

## Carrière

### Seizoenen bij de junioren (2018/2019 en 2019/2020)
Bij de junioren maakt Kok al veel indruk met haar tijden en ook bij de senioren behoort ze al tot de Nederlandse top. Als 1e jaars junioren A (seizoen 2018/2019) werd ze in Baselga di Piné 3x wereldkampioen en belandde ze 3x op de 2e plaats.
Op het NK Afstanden 2020 verdiende Kok een ticket voor de WK Afstanden 2020. Aanvankelijk wist ze niet of ze wel naar de WK Afstanden wilde gaan, omdat ze haar hele seizoen had afgestemd op de WK Junioren. Twee weken later verraste ze zichzelf en iedereen door ook op het EK Afstanden de vierde plek te bemachtigen, waarmee ze liet zien aansluiting te hebben met de Europese top. Het laatste weekend van februari 2020 verovert ze op het WK junioren tweemaal goud op de 500 meter en 1000 meter, en behaalde ze de juniorentitel allround.

### Seizoen 2020/2021
Aan het eind van seizoen 2019–2020 is Kok junior af, en maakt ze bekend het daaropvolgende seizoen voor Team Reggeborgh uit te komen. Bij de eerste wereldbekerwedstrijd op 23 januari 2021 won Kok voor het eerst sinds maart 2011 namens Nederland goud op de 500 meter waarmee ze haar eigen persoonlijk record (december 2020) van 37,08 evenaarde. Bij de drie opeenvolgende wereldbekerwedstrijden zorgde Kok voor een unicum door in totaal vier keer op rij de 500 meter te winnen. Daarmee stelde ze eveneens de eindzege in het klassement veilig.

### Seizoen 2023/2024
Op het Wereldkampioenschap sprint van 2024 in Inzell wist Kok wederom zilver te behalen, dit maal voor Jutta Leerdam maar achter de oppermachtige Miho Takagi.

## Records

### Persoonlijke records[9]
| Afstand    | Tijd    | Datum             | Baan           |
| ---------- | ------- | ----------------- | -------------- |
| 500 meter  | 36,83   | 16 februari 2024  | Calgary        |
| 1000 meter | 1.12,87 | 4 december 2021   | Salt Lake City |
| 1500 meter | 1.58,10 | 13 oktober 2019   | Inzell         |
| 3000 meter | 4.14,33 | 29 september 2019 | Heerenveen     |

### Wereldrecords
| Nr. | Afstand     | Tijd     | Datum            | Baan           |
| --- | ----------- | -------- | ---------------- | -------------- |
| 1.  | Teamsprint  | *1.24,02 | 13 februari 2020 | Salt Lake City |
| 2.  | 2×500 meter | 73,970   | 15 februari 2025 | Thialf         |

|  | = huidig wereldrecord |

* samen met Letitia de Jong en Jutta Leerdam

### Wereldrecords junioren
| Nr. | Afstand        | Tijd    | Datum              | Baan           |
| --- | -------------- | ------- | ------------------ | -------------- |
| 1.  | 500 meter      | 37,66   | 11 januari 2020    | Heerenveen     |
| 2.  | Sprintvierkamp | 151,995 | 25/26 januari 2020 | Heerenveen     |
| 3.  | 500 meter      | 37,45   | 14 februari 2020   | Salt Lake City |

|  | = huidig wereldrecord |

#### Wereldrecords laaglandbaan (officieus)
| Nr. | Afstand     | Tijd   | Datum            | Baan       |
| --- | ----------- | ------ | ---------------- | ---------- |
| 1.  | 2x500 meter | 74,445 | 27 december 2020 | Heerenveen |
| 2.  | 2×500 meter | 73,970 | 15 februari 2025 | Heerenveen |

|  | = huidig wereldrecord laagland |

## Resultaten
| Jaar | NK Afstanden                | NK Sprint        | EK Afstanden         | EK Sprint | WK Afstanden         | WK Sprint | Olympische Spelen | Wereldbeker                                    | WK Junioren                                    |
| ---- | --------------------------- | ---------------- | -------------------- | --------- | -------------------- | --------- | ----------------- | ---------------------------------------------- | ---------------------------------------------- |
| 2019 | 5e 500m 8e 1000m 13e 1500m  |                  |                      |           |                      |           |                   |                                                | · (, , 8e) · ploegenachtervolging · teamsprint |
| 2020 | 500m · 7e 1000m · 14e 1500m | · (, 6e, , )     | 4e 500m · teamsprint |           | 9e 500m · teamsprint |           | 43e 500m          | · (, , 4e) · ploegenachtervolging · teamsprint |                                                |
| 2021 | 500m · 1000m                | · (, )           |                      | · (, )    | 500m                 |           | 500m · 1000m      |                                                |                                                |
| 2022 | 500m · 1000m                |                  | 500m · 1000m         |           |                      | · (, )    | 6e 500m           | 4e 500m 6e 1000m                               |                                                |
| 2023 | 500m · 4e 1000m             | · (, )           |                      | · (, )    | 500 m                |           |                   | 9e 500m 42e 1000m                              |                                                |
| 2024 | 500m · DNF 1000m            |                  | 500m · teamsprint    |           | 500 m                | · ( , )   | 500m · 5e 1000m   |                                                |                                                |
| 2025 | 500m · 1000m                | NS3 · (, , -, -) |                      | · (, )    | 500m · 1000m         |           | 10e 500m          |                                                |                                                |

(#, #, #, #) = afstandspositie op sprinttoernooi (500m, 1000m, 500m, 1000m) of op juniorentoernooi (500m, 1500m, 1000m, 3000m).

### Wereldbekerwedstrijden
| Seizoen   | 500 meter                    | 1000 meter      |
| --------- | ---------------------------- | --------------- |
| 2019/2020 | -, -, -, -, -, 4e, -, -      |                 |
| 2020/2021 | ,                            | ,               |
| 2021/2022 | 11e, 8e, 12e, 9e, , 4e, -, - | 10e, 17e, 5e, - |

- = geen deelname

### Medaillespiegel
Bijgewerkt tot 15-03-2025
| Kampioenschap          | Goud · | Zilver · | Brons · |
| ---------------------- | ------ | -------- | ------- |
| NK Afstanden           | 4      | 4        | 1       |
| NK Sprint klassement   | 0      | 2        | 1       |
| NK Sprint afstanden    | 5      | 5        | 1       |
| EK Sprint klassement   | 0      | 1        | 1       |
| EK Sprint afstanden    | 3      | 7        | 2       |
| EK Afstanden           | 3      | 2        | 0       |
| WK Sprint afstanden    | 4      | 2        | 2       |
| WK Sprint klassement   | 0      | 2        | 0       |
| WK Sprint Teamsprint   | 1      | 0        | 0       |
| WK Afstanden           | 4      | 2        | 0       |
| Wereldbeker 500 meter  | 10     | 0        | 1       |
| Wereldbeker 1000 meter | 0      | 0        | 2       |
| Wereldbeker klassement | 1      | 0        | 1       |
| WK Junioren allround   | 2      | 0        | 0       |
| WK Junioren afstanden  | 6      | 4        | 0       |

Team Reggeborgh
Jenning de Boo · Marcel Bosker · Janno Botman · Wesly Dijs · Marrit Fledderus · Louis Hollaar · Femke Kok · Kjeld Nuis · Hein Otterspeer · Tim Prins · Antoinette Rijpma-de Jong · Patrick Roest · Mats Siemons · Remo Slotegraaf · Stefan Westenbroek
Coaches: Gerard van Velde · Dennis van der Gun · Robin Derks